# Băneasa, Galați
Baneasa là một xã thuộc hạt Galați, România. Dân số thời điểm năm 2002 là 2208 người.